# Caution
Caution es el octavo álbum de estudio de Hot Water Music. Fue grabado en Salad Days Studios, Beltsville, Maryland en 2002 y producido por Brian McTernan. Epitaph lo lanzó el 8 de octubre de 2002 y, según la crítica, es el álbum más potente y duro que Hot Water Music hizo desde Fuel For The Hate Game en 1998.

## Listado de canciones
1. "Trusty Chords" ** – 2:49
2. "I Was On A Mountain" ** – 3:39
3. "One Step To Slip" * – 3:20
4. "It's All Related" ** – 3:24
5. "The Sense" * – 2:37
6. "Not For Anyone" ** – 2:44
7. "Sweet Disasters" * – 2:41
8. "Alright For Now" ** – 3:53
9. "We'll Say Anything We Want" ** – 2:51
10. "Wayfarer" * – 2:57
11. "The End" ** – 2:49

Voces principales de Chuck Ragan *

Voces principales de Chris Wollard **

## Créditos
- Chuck Ragan - cantante, guitarra
- Chris Wollard - cantante, guitarra
- Jason Black - bajo
- George Rebelo - batería

- Datos: Q2290733